# (5857) Neglinka
(5857) Neglinka ist ein Asteroid im Hauptgürtel, der am 3. Oktober 1975 von der russischen Astronomin Ljudmila Iwanowna Tschernych am Krim-Observatorium in Nautschnyj (IAU-Code 095), etwa 30 km von Simferopol entfernt, entdeckt wurde.
Benannt wurde der Himmelskörper nach der Neglinnaja, umgangssprachlich als Neglinka bezeichnet, einem linken Nebenfluss der Moskwa, der heute ausschließlich unterirdisch in einem speziell dafür eingerichteten Kanal verläuft. Die Mündung in die Moskwa verläuft in zwei separaten Tunnels, jeweils in der Nähe der Großen Steinernen Brücke und der Großen Moskwa-Brücke.